# Cantone di Henrichemont
Il Cantone di Henrichemont era una divisione amministrativa dell'arrondissement di Bourges.
A seguito della riforma approvata con decreto del 21 febbraio 2014, che ha avuto attuazione dopo le elezioni dipartimentali del 2015, è stato soppresso.

## Composizione
Comprendeva i comuni di:
- Achères
- La Chapelotte
- Henrichemont
- Humbligny
- Montigny
- Neuilly-en-Sancerre
- Neuvy-Deux-Clochers